# Castelfondo
Castelfondo település Olaszországban, Trento megyében. Lakosainak száma 614 fő (2017. január 1.). Castelfondo Brez, Fondo, Lauregno, San Pancrazio és Senale–San Felice községekkel határos.

## Népesség
A település népességének változása:
| Lakosok száma | 634  | 614  | 603  |
|               | 2015 | 2017 | 2018 |